# Baška Voda
Baška Voda – miejscowość w Chorwacji, w żupanii splicko-dalmatyńskiej, siedziba gminy Baška Voda. W 2011 roku liczyła 1978 mieszkańców.
W porcie można zobaczyć pomnik i kościół św. Mikołaja z Miry oraz kościół św. Wawrzyńca z Rzymu.